# 科里亞 (肯塔基州)
科里亞（英語：Korea）是位於美國肯塔基州門尼菲縣的一個非建制地區。

## 地理
科里亞所處的海拔為高於海平面341米（即1119英呎），而該地所採用的時區為UTC-5，即北美東部時區（EST）。同時該地設有夏令時間，為UTC-5調快一小時，即UTC-4（EDT）。